# Ласло Ботка
Ласло Ботка (мађарски Botka László; 21. фебруар 1973) мађарски је политичар. Ласло Ботка је био члан Мађарске социјалистичке партије од 1991. до 2019. и актуелни градоначелник Сегедина.

## Биографија
Ласло Ботка је рођен 21. фебруара 1973. године у Тисафолдвару, у Мађарској, као први од два сина Лајоша Ботке и Јулијане Марије Лукач, професора средњих школа. Похађао је средњу школу Варга Каталин у Солноку . Године 1991. преселио се у Сегедин да студира на Правном факултету Универзитета у Сегедину, на ком је дипломирао 1997. године. Придружио се Мађарској социјалистичкој партији 1991. године. Између 1992. и 1994. био је вођа социјалистичке омладинске организације. Године 1994. изабран је да представља Сегедин у Народној скупштини Мађарске, чиме је постао најмлађи посланик. Изгубио је место на општим изборима одржаним 1998. године, али је поново биран 2002, 2006. и 2010. године. 2002. године изабран је за градоначелника Сегедина; поново је биран 2006, 2010, 2014, 2019. и 2024. године.
Након оставке Атиле Местерхазија после катастрофалних избора за Европски парламент 2014. године, Ботка је изабран за привременог лидера Социјалистичке партије као председавајућег Националне изборне комисије те организације.

## Лични живот
Ботка је ожењен са др Андреом Лугоси.